# Mano cornuta

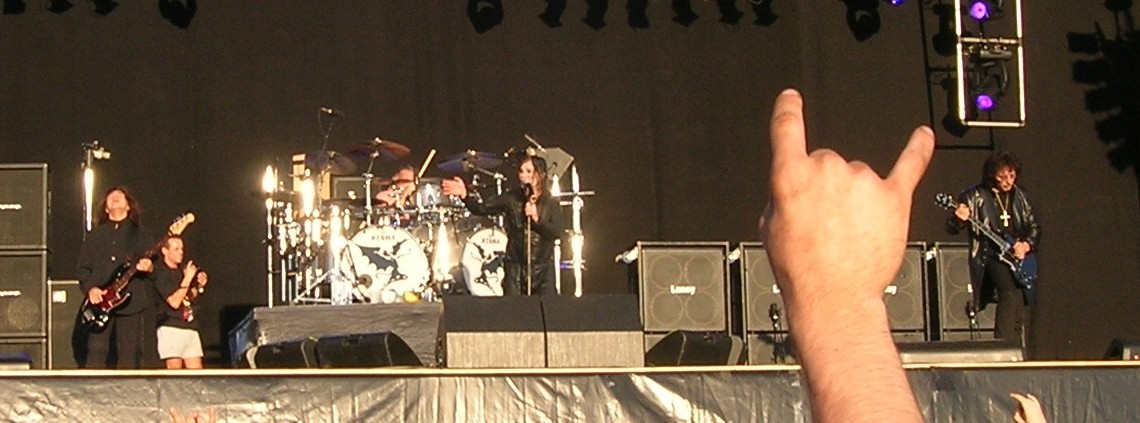
Fan pokazujący gest mano cornuta podczas koncertu heavymetalowej grupy Black Sabbath

Mano cornuta (wł. dłoń rogata) lub corna (rogi) – gest wywodzący się z obszaru basenu Morza Śródziemnego. W krajach anglosaskich nazywany horns (rogi) lub devil horns (diabelskie rogi). Gest wykonuje się dłonią, prostując palec wskazujący i mały, przy równocześnie zwiniętych palcach środkowym i serdecznym oraz kciuku. Zwykle rogi pokazuje się wnętrzem dłoni ku odbiorcy.
W pogaństwie utożsamiany z Rogatym Bogiem. Jest symbolem siły, ochrony i błogosławieństwa. Wśród niektórych chrześcijan gest ten jest uznawany za obraźliwy (jako odwołanie do diabła). Ponadto kojarzony on jest ze społecznością fanów muzyki heavymetalowej.
W kulturze masowej corna został rozpropagowany przez amerykańskiego wokalistę Ronniego Jamesa Dio pod koniec lat 70. XX wieku, gdy dołączył do grupy muzycznej Black Sabbath.